# 磷钼酸铵
磷钼酸铵（化学式：(NH4)3PMo12O40·xH2O）是杂多酸磷钼酸的铵盐。

## 结构

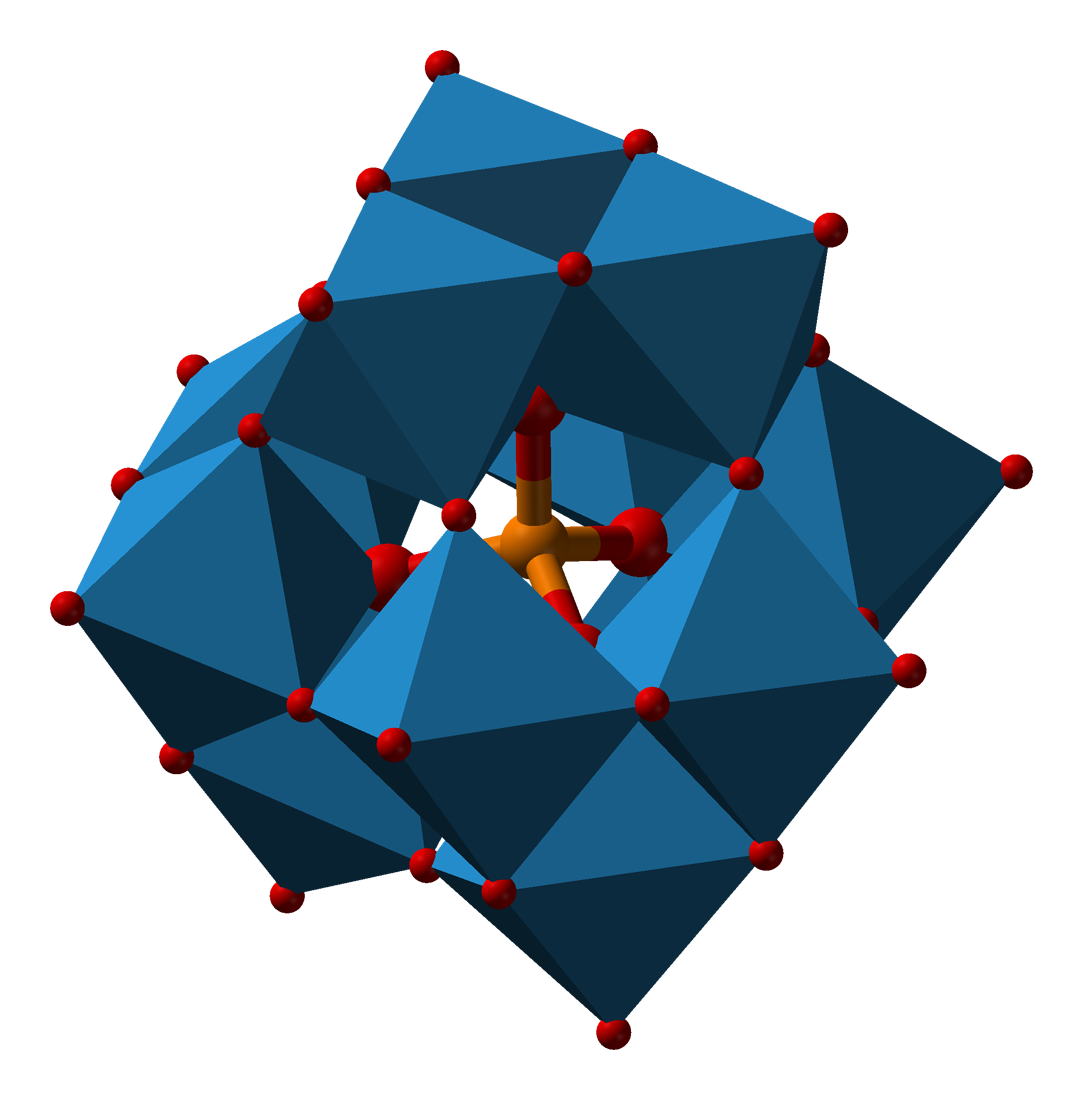
同族的钨生成的磷钨酸阴离子的结构（Keggin结构）

十二钼磷杂多酸的阴离子（[PMo12O40]3−）是一种 1:12A 型杂多酸阴离子，1826年首先由贝采利乌斯发现。这类 1:12A 型的结构首先由 Keggin 测得，因此常称为 Keggin结构。其基本结构单元是四组三个钼氧八面体，每一组中三个钼氧八面体共用顶角上的氧原子，结合成 {\displaystyle {\rm {\ Mo_{3}O_{10}}}} 单元。四个 {\displaystyle {\rm {\ Mo_{3}O_{10}}}} 单元的四个三方共用的氧原子位于中心四面体的棱角上，构成四面体穴，而磷原子位于四面体穴的中心。

## 性质
有光泽黄色单斜晶系柱状结晶。从不同方法制得的磷钼酸铵所含结晶水的数目和组成不同，颜色也有所不同。在水中的溶解度较小，并易被还原为蓝色的磷钼蓝。能溶于碱、氨、磷酸。溶于乙酸、过氧化氢、联苯胺，变为蓝色。在硫酸真空保干器中失去结晶水，得到无色的无水磷钼酸铵晶体。
磷钼酸铵和硝酸钾反应，钾离子可以取代一分子或两分子的铵根。

## 制取
可由正钼酸铵与含硝酸的磷酸溶液加热反应而得。
{\displaystyle {\rm {\ H_{3}PO_{4}+12(NH_{4})_{2}MoO_{4}+21HNO_{3}\rightarrow (NH_{4})_{3}PO_{4}\cdot 12MoO_{3}\downarrow +21NH_{4}NO_{3}+12H_{2}O}}}

## 用途
用于在分析化学中检测磷酸盐。
步骤： 取试液（＞0.05mg 磷），加硝酸铵（5％～10％），硝酸（5％～10％），40～45℃加热，加沉淀剂正钼酸铵（20倍过量），放置30分钟，玻璃滤器过滤，5％硝酸铵洗涤，
- 500～550℃灼烧，称量形式：{\displaystyle {\rm {\ HPO_{3}\cdot 12MoO_{3}}}}

- 105℃干燥，称量形式：{\displaystyle {\rm {\ (NH_{4})_{3}PO_{4}\cdot 12MoO_{3}}}}（0.01637），括号内为经验换算因数

- 180℃干燥，称量形式：{\displaystyle {\rm {\ (NH_{4})_{3}PO_{4}\cdot 12MoO_{3}}}}（0.01654）

- 同上操作，取得沉淀，溶解于氨水（10％氨），用盐酸酸化，再按镁氧剂方法测定。称量形式：{\displaystyle {\rm {\ Mg_{2}P_{2}O_{7}}}}

干扰离子：As，F，Se，Si，Te，Ti，V，W，Zr，H2SO4，HCl，OAc